# Myrmoderus squamosus
El hormiguero escamoso (Myrmoderus squamosus) u hormiguero escamado, es una especie de ave paseriforme de la familia Thamnophilidae perteneciente al género Myrmoderus. Anteriormente formaba parte del amplio género Myrmeciza, de donde fue separada recientemente, en 2013. Es endémica del sureste y sur de Brasil.

## Distribución y hábitat
Se distribuye en el sureste de Brasil, en el sur de Río de Janeiro, centro y este de São Paulo, centro y este de Paraná, este de Santa Catarina y noreste de Río Grande do Sul; fue registrado una vez en el parque nacional do Iguaçu.
Esta especie es considerada poco común en su hábitat natural: el suelo, o cerca, de bosques húmedos altos de la Mata Atlántica, desde el nivel del mar hasta los 1000 m de altitud. Permanece cerca del suelo entre la hojarasca o en grutas y lugares sombríos.

## Descripción
Mide 14 a 15,5 cm de longitud. El plumaje de las partes superiores, la nuca y el píleo son de color castaño; presenta una mancha dorsal blanca semioculta y una línea superciliar blancuzca; la cara, el cuello, el mentón y la garganta son negros; las coberteras de las alas son negras con barras y puntos blancos; en el macho el pecho es negro escalado con puntos blancos; la hembra tiene garganta y pecho blanco escalado con puntos negros; el vientre es blancuzco y las patas rosadas blancuzcas.

## Alimentación
Se alimenta de insectos. Busca alimento entre la hojarasca, generalmente en pareja; a veces se une en bandas mixtas con otras especies y sigue a las hormigas guerreras.

## Sistemática

### Descripción original
La especie M. squamosus fue descrita por primera vez por el ornitólogo austríaco August von Pelzeln en 1868 bajo el nombre científico Myrmeciza squamosa; la localidad tipo es: «Mato Dentro e Ipanema, São Paulo, Brasil».

### Etimología
El nombre genérico masculino «Myrmoderus» se compone de las palabras del griego «murmos» que significa ‘hormiga’ y «derō» que significa ‘azote’, ‘garrote’; y el nombre de la especie «squamosus», en latín significa ‘escamado’.

### Taxonomía
Los amplios estudios de Isler et al. (2013) confirmaron lo que diversos autores ya habían sugerido: que el género Myrmeciza era altamente polifilético. En relación con las entonces Myrmeciza squamosa, M. ferruginea, M. loricata y M. ruficauda, Isler et al. 2013 demostraron que formaban un clado bien definido, distante del resto de Myrmeciza, al que denominaron  «clado ferruginea», dentro de una tribu Pyriglenini. Para resolver esta cuestión taxonómica, propusieron agrupar estas cuatro especies en el género resucitado Myrmoderus. En la Propuesta N° 628 al Comité de Clasificación de Sudamérica (SACC), se aprobó este cambio, junto a todos los otros envolviendo el género Myrmeciza.
Es monotípica.